# Jacques Grinevald
Jacques Marie Léon Grinevald (Strasburgo, 14 gennaio 1946) è un filosofo e epistemologo francese.
È professore titolare all’«Institut universitarie d'études du développement» di Ginevra, dove tiene diversi insegnamenti («écologie globale et "développement soutenable», «introduction à l'économie écologique», «système terre: développement mondial et changement climatique», «les enjeux scientifiques et institutionnels de la soutenabilité»).
È altresì «chargé de cours» alla Facoltà di Scienze Economiche e Sociali dell'Università di Ginevra, dove tiene un seminario dal titolo «Les sources de la pensée écologique», nonché all’«Ecole Polytechnique Fédérale de Lausanne», dove insegna «Histoire de la technique».
È membro della «Geological Society of London», dell’«International Society for Ecological Economics», dell’«History of Science Society».
È il maggior specialista francofono della vita e dell'opera del grande scienziato russo Vladimir Ivanovič Vernadskij (1863-1945), il padre dell'ecologia globale e della moderna concezione della Biosfera. È stato amico e discepolo di Nicholas Georgescu-Roegen (1906-1994), il padre della bioeconomia, di cui ha curato, tra l'altro, l'opera «La Décroissance: entropie-écologie-économie».
Numerosi sono i suoi interventi e le sue pubblicazioni, in cui si fa propugnatore della necessità impellente d'intraprendere un serio cammino verso la «Decrescita». Attualmente è impegnato nella redazione di un'opera in cui propone di riconsiderare la rivoluzione industriale alla luce della scoperta della termodinamica ad opera di Nicolas-Léonard Sadi Carnot (1796-1832), e a tal fine propone l'uso dell'espressione  «Rivoluzione Termoindustriale», il cui inizio sarebbe da collocare cronologicamente non già nel XVIII secolo, così come vogliono gli storici dell'economia, bensì nei primi decenni del  XIX secolo. Infatti, è del 1824 la pubblicazione delle «Réflexions sur la puissance motrice du feu et sur les machines propres à développer cette puissance» di N.L.S. Carnot.